# Avery, Texas
Avery är en ort i Red River County i delstaten Texas, USA.